# 열대 하계 소우 기후

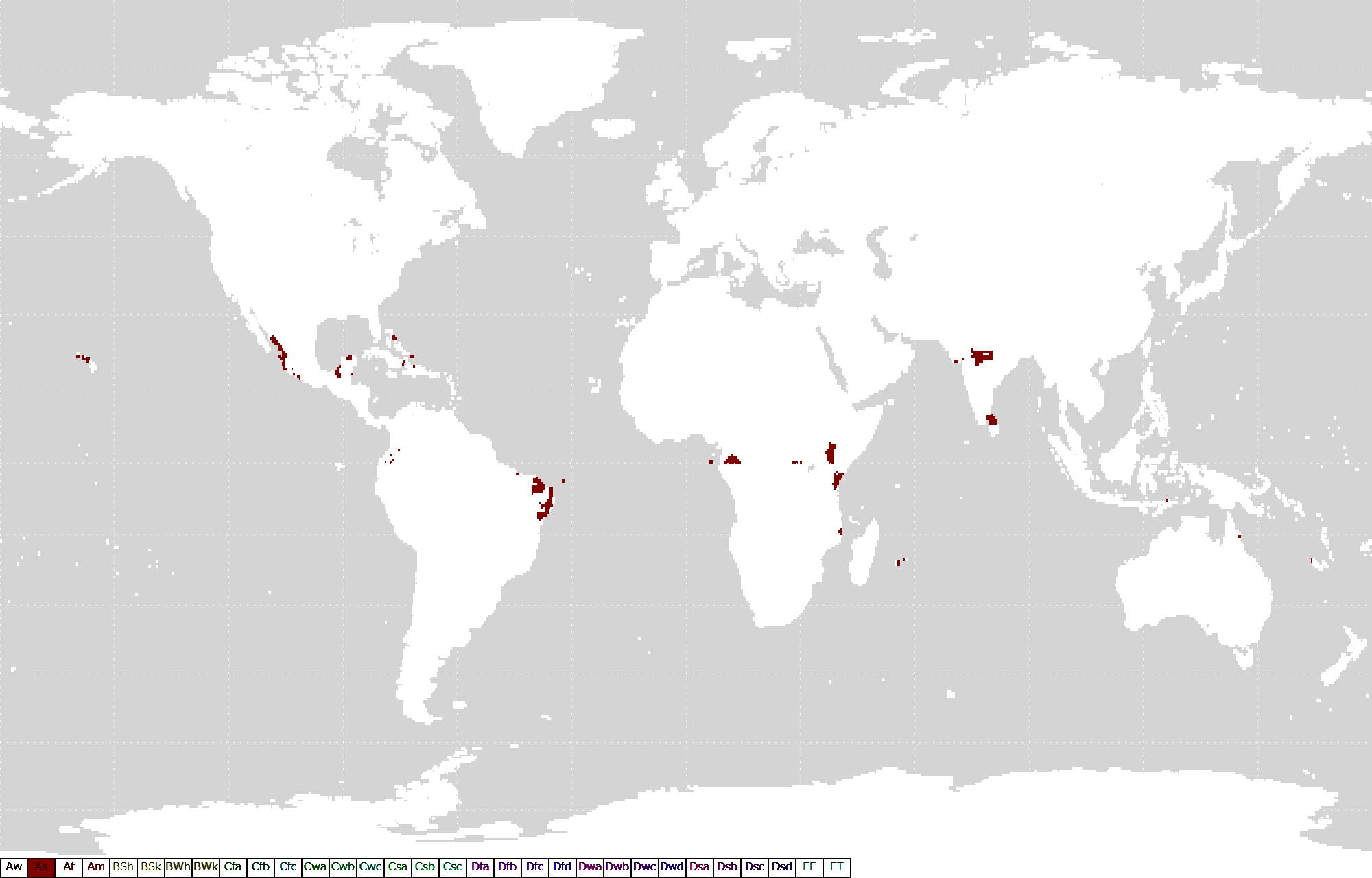
열대 하계 소우 기후의 분포 모습.

열대 하계 소우 기후(熱帶夏季少雨氣候） 는 쾨펜의 기후 구분에서 열대 기후에 속하며, 기호는 As이다. 겨울이 건조한 사바나 기후와는 달리 여름이 건조한 것이 특징이다. 식생은 사바나 기후와 크게 다르지 않다. 산악 지형 등으로 인해 만들어지는 기후로, 매우 협소한 지역에서만 발견된다. 또한 주변 지역은 반대로 겨울이 건조한 사바나 기후가 될 확률이 많다. 이 기후가 주로 나타나는 지역은  남아메리카에서는 브라질 북동부 해안 지역 등이 있다.

## 열대 하계 소우 기후의 성질을 띠고 있는 지역

### 아메리카
- 미국 : 하와이주 서부 일부
- 멕시코 : 서부 일부, 유카탄주 북단, 캄페체주 일부
- 벨리즈 일부
- 바하마 북부 일부, 남동부 일부
- 쿠바 동단
- 아이티 북동단
- 에콰도르 일부
- 브라질 동단 일부

### 아프리카
- 상투메 프린시페 : 상투메 섬
- 가봉 동부 일부
- 모잠비크 동부 일부
- 케냐 남동부 일부, 북부 일부
- 에티오피아 남부 일부
- 레위니옹

### 아시아
- 인도 북부 일부
- 스리랑카 북부

## 같이 보기
- 쾨펜의 기후 구분
- 열대 기후
- 사바나 기후